# بيانكافيلا
بيانكافيلا (بالإيطالية: Biancavilla)‏ هي بلدة صغيرة تقع في كاتانيا في إيطاليا .

## السكان
في سنة 1861 بلغ عدد السكان 9٬388 نسمة، وتطور العدد ليصل في سنة 2011 لـ 23٬703 نسمة.
يظهر هذا المخطط البياني تطور النمو السكاني لـ بيانكافيلا

## توأمة
لبيانكافيلا اتفاقيات توأمة مع كل من:
- غب بروانس آلب كوت دازور
- بريشا